# Lapsang souchong

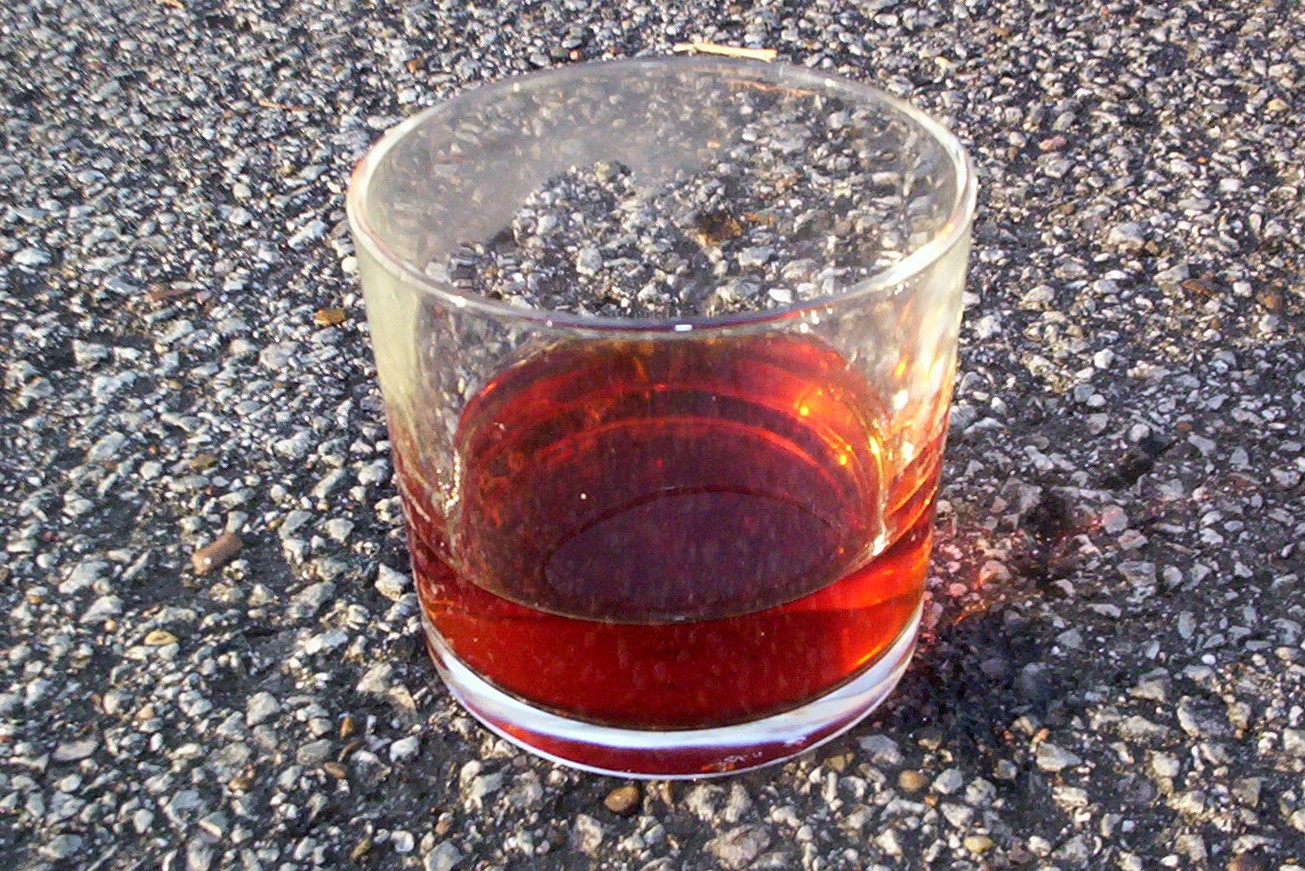
Vaso de té Lapsang souchong

Lapsang souchong (chino simplificado: 正山小种, chino tradicional: 正山小種) es un té negro originario de Zheng Shan parte del Monte Wuyi en la provincia de Fujian, China. Se trata de un té elaborado con hojas ahumadas, generalmente cultivado entre 3500 y 5000 metros de altura.
En el idioma chino conocido como fukienés, el nombre de este té significa “variedad ahumada,” o más específicamente, “subvariedad ahumada.” La especie es biológicamente un miembro de la familia de té de Wuyi Bohea. Según la leyenda, este té apareció durante la época de la dinastía Qing cuando las fuerzas armadas habían interrumpido la producción anual y el proceso de secado de las hojas. Con la alta demanda después de la interrupción, los fabricantes del té aceleraron su producción secando las hojas no solo al aire sino encima de un fuego de madera de pino.

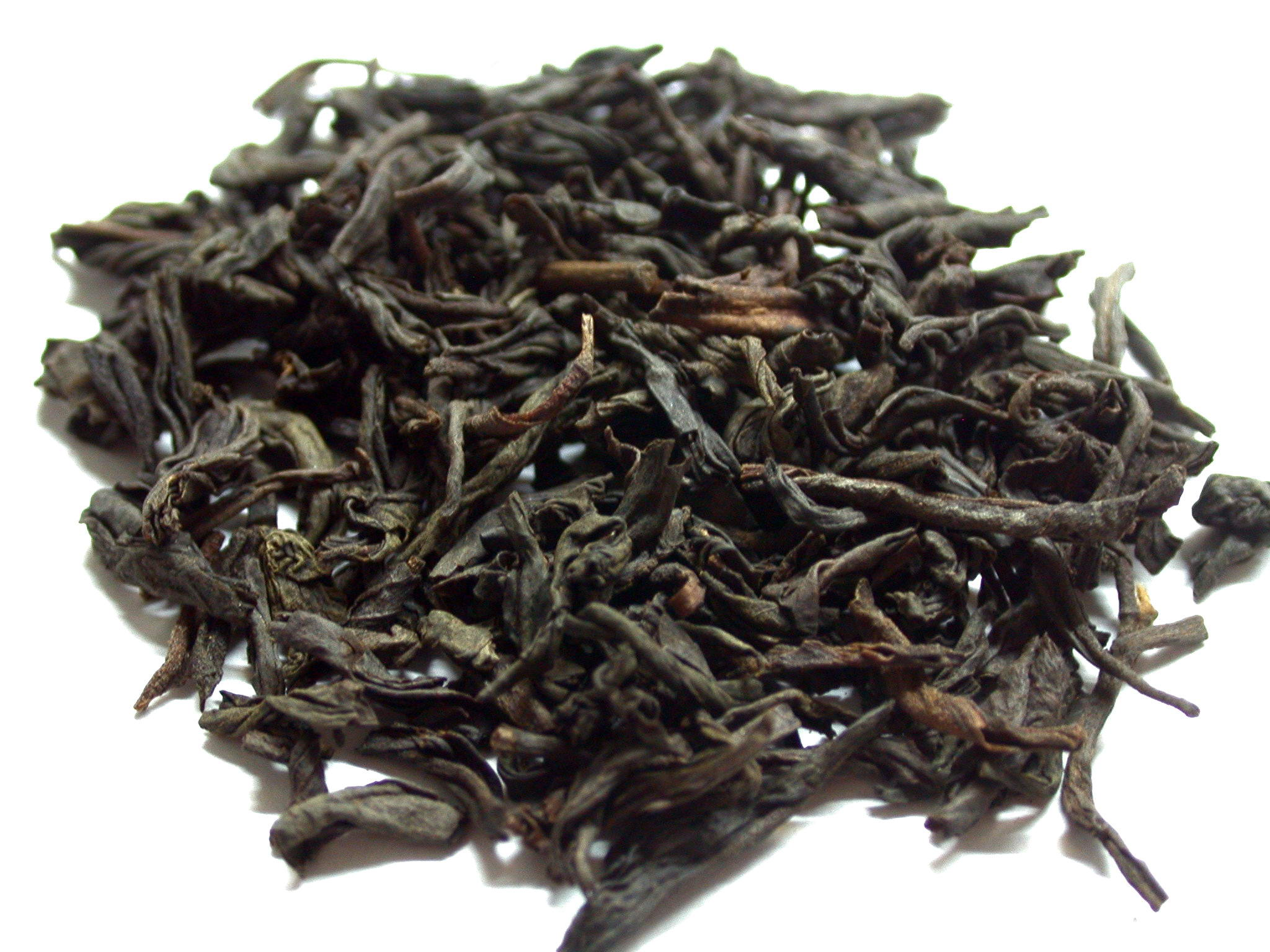
Hojas del Lapsang souchong listas para consumirse